# 小田原急行鉄道モニ1形電車
小田原急行鉄道モニ1形電車（おだわらきゅうこうてつどうモニ1がたでんしゃ）は、かつて小田原急行鉄道（当時）・東京急行電鉄（大東急）・小田急電鉄で使用されていた荷物電車である。
本項では、以下単に「小田急」と表記した場合は小田原急行鉄道および小田急電鉄をさすものとする。

## 概要
1927年11月に荷物輸送用の車両として、日本車輌製造で4両が製造された。
4月1日の小田原急行鉄道（当時）の開業後の同年11月に電動有蓋貨車1形1-4として製造され、手荷物・小荷物輸送以外に、電気機関車の代用としても使用された。
1933年5月21日の称号改正により、モニ1形モニ1-4となり、1939年にモニ3・4の2両が郵便室を設置して電動貨車から郵便荷物電動車モユニ1形モユニ1・2となり、残るモニ1形モニ1・2の2両は使用頻度が少なかったために1941年に廃車となった。
モユニ1・2はその後1942年に東京急行電鉄に合併した際に東急デユニ1000形デニ1001・1002に形式変更・改番され、その後1948年に小田急電鉄として分離独立した際にも形式・番号はそのままであった。
本形式は全長13m級の車両で、もともとの荷物室を荷物室と郵便室に分離したため荷物室が狭く、輸送量増大に伴い2両編成での運転が常態化したことから、1960年に更新修繕に合わせて車体を交換して大型化を図った。1971年には郵便輸送が廃止されたため郵便室を荷物室に変更してデニ1000形1001・1002に形式変更し、1976年に1両が廃車されたが、残った1両は1984年の荷物輸送全廃まで使用された。

## 車両概説

### 車体
車体長は12192mm（40ft）、幅2590mm（8ft 6in）、両運転台の半鋼製車体で、側面中央に幅1830mm（6ft）の両開きの手動の荷物室扉を、前後車端部に乗務員室扉を、乗務員室扉と荷物室扉間に幅960mmの明取り窓を各1箇所配置しており、同時期に導入された近距離用の1形および長距離用の101形と基本形状や窓高さ、正面の形態などは同一であったが、車体幅が25mm狭く、車体長は1形より2032mm（6ft 8in）、101形より3048mm（10ft）短く、床面高は101形と同一で1形より39mm高くなっている。車体塗装は旅客車は茶色であったが、本形式は青色であった。
正面は丸みを帯びた非貫通で、側面窓と同じ幅735mm、高さ810mmの窓を3枚配置したものとなっており、これは1・101形と同様のスタイルであった。また、前後の連結器は1形や101-151形と同種のシャロン式自動連結器であったが、貨車牽引を考慮して解放てこが上作用式となっていた。
屋根上の前後2箇所には集電装置台があり、このうち新宿側の集電装置台には三菱電機製S-514-Aパンタグラフが装備された。集電装置台の間と車端部にはガーランド式ベンチレーターが2列に配置され、その間には歩み板が設置されていたほか、車体上部に雨樋は設置されていなかった。
車内は新宿方から運転室、車体長が短いために床下に装備できない主制御器などの機器を収納するための機器室、荷物室、運転室の配置で、それぞれ長さ852mm、3085mm、7343mm、852mm、荷物室の荷重は15ロングトンとなっていた。運転室は荷物室・機械室とは仕切り壁で区分され、運転台は運転室内中央に設置されており、当初より乗務員室の両側に乗務員扉が設置されていたが、乗務員室扉は一般的な蝶番による内開扉ではなく車体中央側引込まれる引戸であった。

### 主要機器
主要機器は101-151形と同一のものを搭載しており、1形や後の201形とも共通のものが多く使用されている。
主電動機は定格出力93.3kW（125HP（英馬力））の三菱電機製MB-146-Aを4基搭載した。本形式は旅客列車と併結しての運行ではなく本形式単独での運行を想定しており、駆動装置の歯数比は62:21=2.95で、101形の2.46と1形の3.55の中間の設定として定格牽引力は101-151形の25.5kN、1形の21.4kNより高い30.7kNに、定格速度は101-151形の52.5km/hと1形の40.0km/hの中間の44.2km/hに設定された。
制御装置は三菱電機がウェスティングハウス・エレクトリックとの技術提携によって導入した電空単位スイッチ式の間接非自動制御装置であるHL形制御方式であり、制御段数は直列5段、並列4段で弱界磁段はなかった。制動装置も同じく三菱電機製AMM-C自動空気ブレーキと手ブレーキ装置を装備し、DH-25電動空気圧縮機を搭載している。
台車は1形および101-151形と同じく、住友金属工業製のイコライザー式鋳鋼台車であるKS-30-Lを使用した。

## 沿革

### 創業期
開業当初は新宿 - 小田原間のうち稲田登戸 - 座間（現相武台前）間、海老名国分 - 伊勢原間、大根 - 大秦野間、渋沢 - 足柄間の計52.0kmが単線、これ以外の区間が複線であったが、1927年10月15日の全線複線化に合わせて開業2次分として本形式4両と121形、131形各3両、151形5両、1形電気機関車2両が導入された。
導入後は新宿 - 小田原間に荷物列車が設定され、5時頃新宿発で小田原まで2往復して17時頃に新宿に到着する運行であった。また、荷物輸送だけではなく、輸送量が少ない場合には電気機関車の代用として2-3両編成の貨物列車を牽引しており、場合によっては7両編成の貨物列車を牽引したり、重連で貨物列車を牽引することもあった。また、その後1929年4月1日の江ノ島線が開業しているが、開業当初は同線には定期荷物列車は設定されず、荷物は旅客列車に混載されていた。
1939年3月に、逓信省より郵便輸送の要請があり、改造費用の負担も受けられたことから、モニ3・4の2両を電動貨車から郵便荷物電動車に改造して形式・番号をモユニ1形モユニ1・2に変更した。主な改造内容は以下の通り。
- 荷室の小田原方の4164mmを郵便室とし、荷物室との間に仕切壁を設置。
- 郵便室の側面に郵便扱用の幅1000mmの両開扉を増設。従来の荷物室の明取り窓の代わりに、郵便室扉の前後に幅546mm、高さ815mmの明取り窓各1箇所を設置。
- 郵便室内には五号郵便区分棚と丸椅子2脚、折畳式座席2箇所、小さい網棚2箇所を設置。
- これにより、郵便室・荷物室とも荷重は3tとなった。

翌1940年には機器室内の機器配置の変更により、機器室の長さを1600mmに短縮して荷物室を長さ4376mmに拡大し、また、これに合わせて機器室と運転室の仕切壁の約2/3程度を撤去した。
郵便輸送は1939年4月1日より"東京小田原線"の便名で新宿 - 小田原間で実施された。一方で有蓋電動貨車のまま残ったモニ1形モニ1・2については使用頻度の減少に伴い、1941年5月に廃車された。

### 東京急行電鉄
1941年に小田原急行電鉄から改称した小田急電鉄が1942年に東京横浜電鉄、京浜電気鉄道に合併して東京急行電鉄となったことに伴い、モユニ1形は形式をデユニ1000形に変更し、デユニ1001・1002に改番した。
第二次世界大戦後も荷物・郵便列車は引続き新宿 - 小田原間2往復の運行であった。また、この頃に車体塗装を緑色一色に変更している。

### 小田急電鉄
1948年に小田急電鉄として分離独立したことに伴い、1951年1月4日に称号改正が行われているが、本形式は形式は変更されずにデユニ1000形1001・1002となっている。
1955年10月のダイヤ改正より近郊区域の新聞輸送が開始された。これは新聞輸送協会の要請によるもので、早朝の初電前の4:05新宿発で、向ヶ丘遊園まで1往復して5:10に新宿に戻る運用となっており、その後1959年4月1日のダイヤ改正からは午後の時間帯に夕刊を輸送する列車も運転されているが、こちらはデハ1200-1400形などの一般旅客車が使用されていた。
また、1950-60年代においても、引続き短編成の貨物列車の牽引にも使用されており、1959年頃では、江ノ島線の貨物列車うち輸送量の少ない列車には本形式やデニ1100形が貨車2-5両程度を牽引して運行されていた。
この時期における主な改造内容は以下の通り。
- 時期不明：車体上部に雨樋を設置し、乗降扉上部の水切を撤去[22]。
- 時期不明：尾灯を車体裾部から窓上部左右に移設。
- 時期不明：ヒューズ箱を屋根上に移設。
- 1950年頃：主制御器をHL制御の制御回路の電源を低圧電源 (100V) に変更したHB形制御方式に改造。[要出典]
- 1956年：10月1日時点での装備品は1001・1002とも台車はKS-30-L、主制御装置はHB、主電動機はMB-146A、歯車比は61:25=2.95、制動装置はAMM-Cであった[23]。
- 1959年：車体塗装を従来と同様のの緑色をベースとしたものに、車体裾部に黄色の帯を追加[24]。

### 車体変更とその後

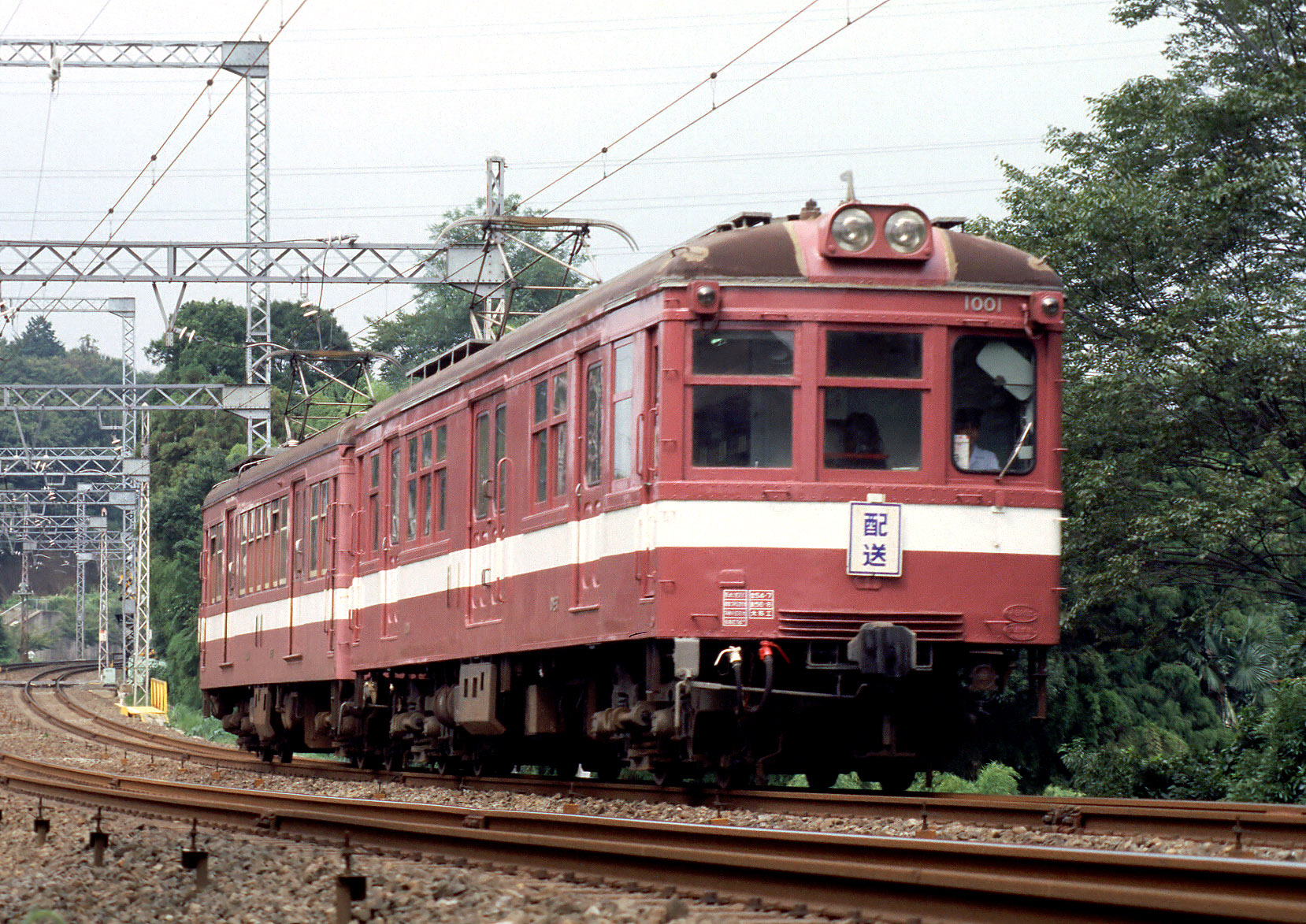
デニ1000形1001とデニ1300形による配送列車、台車交換・前照灯改造等を経た最終形態、相武台前－座間間 、1981年

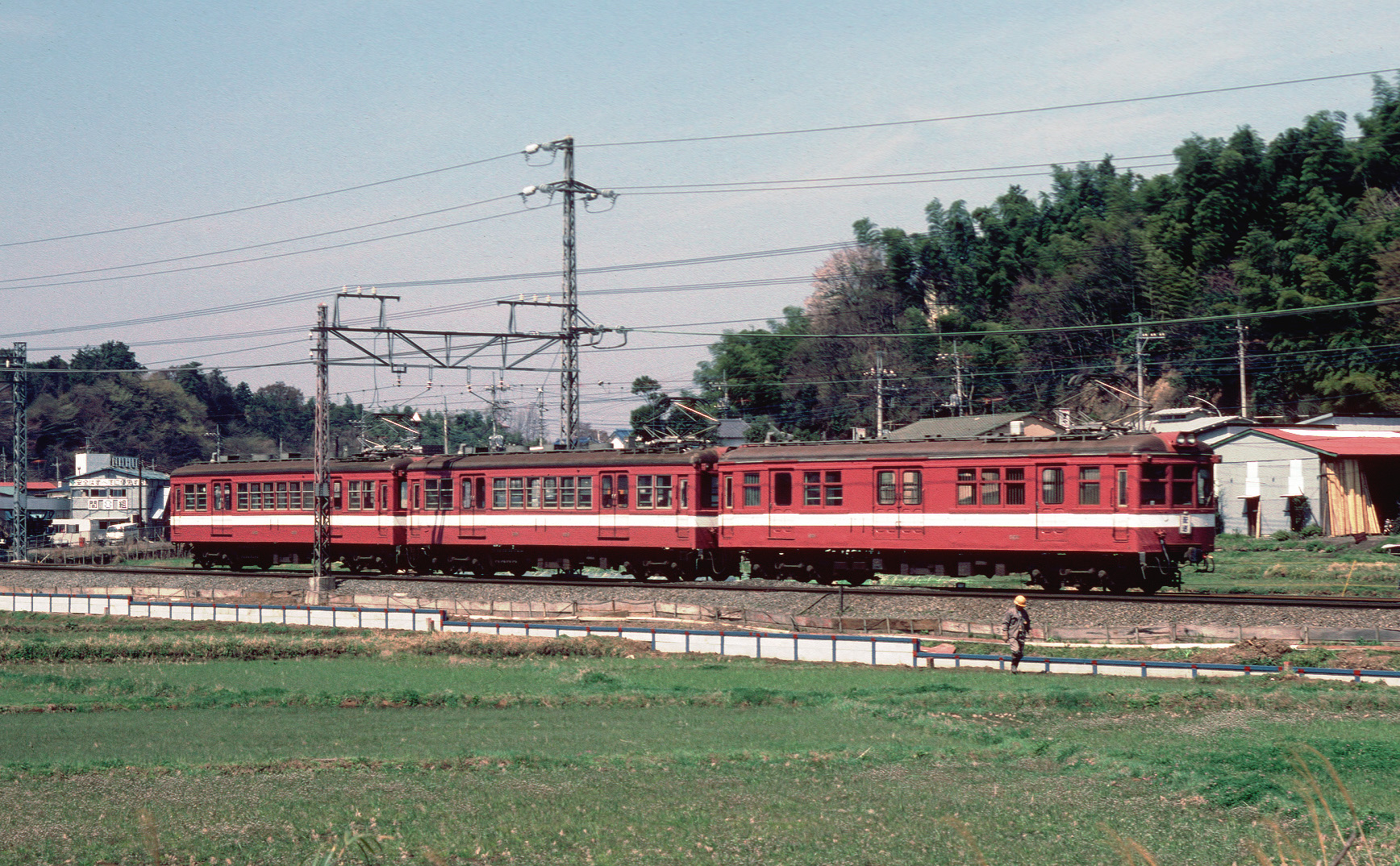
同じくデニ1000形1001とデニ1300形2両による配送列車、鶴川－柿生間、1982年

1960年頃になると、荷物室が狭いことから学期末や学期始めの時期、また手小荷物の多い月曜日や木曜日には2両連結を余儀なくされ、時にはデニ1101形を増結した3両編成での運行になることもあった。また、車両自体も更新が必要な時期であった。荷物電車の更新にあたっては車体延長の要求があったが、当時1500形が車体更新で1900形に編入され、余剰となった車体2両分が東急車輛製造で保管されていたことから、これを活用して1960年秋よりデニ1000形の車体更新を行った。主な改造は以下の通り。
- 1001は車体をデハ1500形1501の車体に、1002はクハ1550形1551の車体にそれぞれ交換。車体長は1001が16690mm、1002は15910mm。
- デハ1500形、クハ1550形であった際に片運転台に改造されていたものを両運転台に復元することとして、1001の小田原側、1002の新宿側に全室式の運転室、乗務員室扉を設置し、反対側の運転台も半室運転台であったものを全室式に改造。
- 車体中央にもともとの中央部の扉を拡幅した幅2000mmの両開き扉を設置し、この扉は戸袋窓を埋め、前記の乗務員室扉設置と合わせて窓扉配置をd1D(1)2D2D(1)dとした。
- 室内の小田原方に長さ4325mm（1001）、4233mm（1002）の郵便室を、新宿方に長さ9470mm（1001）、9143mm（1002）の荷物室を設置。荷重は両車とも郵便3.00tと荷物7.00tの合計10.00tとなり、荷物室は2倍以上の荷重に対応が可能となった[26]。
- 台車の基礎ブレーキ装置を片押式から両抱式踏面ブレーキに改造し、台車形式がKS-30-Laとなった。
- 貨車の牽引を考慮して連結器の解放てこをデハ1500形、クハ1550形の下作用式から上作用式に変更。
- 単行での運行を考慮して基礎ブレーキ装置の中央引棒を強化。
- 正面窓上左右の標識灯を通過表示灯（白）と尾灯（赤）兼用のものに交換。
- 車体色は従来と変更なく、緑色をベースカラーにして、黄色の帯を車体裾に入れたものであった。
- 台車、主電動機、機器類はもとのデユニ1形のものを使用。改造前は一部車体内に搭載されていた機器類も改造後は床下に搭載した。また、1002は屋根上新宿方に集電装置を搭載。

1962年12月3日のダイヤ改正で早朝の新聞輸送列車が廃止となり、一方で従来旅客列車に混載されて荷物輸送を行っていた江ノ島線に荷物輸送列車が設定された。これは小田原線の2往復の荷物列車のうち朝の1往復の新宿 - 相模大野間に併結し、相模大野で分割併合する運用であった。このダイヤ改正における荷物列車の列車番号および運行区間は以下の通りで、このほか、デハ1200-1400形などを使用した夕刊用の新聞輸送列車が運転されていた。
- 8501：新宿5:42発 - 相模大野6:40発（江ノ島線の8521を分割） - 小田原7:50着
- 8521：相模大野6:49発 - 片瀬江ノ島7:35着
- 8502：小田原8:23発 - 相模大野9:29発（江ノ島線の8522を併結） - 新宿10:52着（10:57発 - 新宿駅貨物ホーム）
- 8503：（新宿駅貨物ホーム - 11:33着）新宿11:38発 - 小田原14:12着
- 8504：小田原14:44発 - 経堂16:38着

その後の改造等の履歴は以下の通り
- 1960-63年頃：1001は1960-63年の間に、1002も同時期に連結器の解放てこを上作用式から下作用式に再改造した[28]。
- 1960年代半ば頃：屋根の改修を実施し、屋根中央に歩み板、その左右にガーランド式ベンチレーター各1列の配列から、屋根中央にガーランド式ベンチレーター2列、その左右に歩み板各1列の配列に変更[29]。
- 1967-70年：1967-68年の間には1001の[30]（竣工図表では1970年認可[31]）、1970年には1002の[32]台車をKS-30-Laから、1966-69年に廃車となったデハ1200・1400形が使用していたKS-31-Lに交換し、同様に駆動装置も交換して歯車比を従来の62:21=2.95からデハ1200・1400形の59:24=2.46に変更[31]。
- 1970年：OM-ATSを搭載。[注釈 5]
- 1971年：郵便輸送の廃止に伴い、郵便室を荷物室に改造し、形式・番号をデニ1000形1001・1002とした。この際の改造内容は以下の通り。
  - 郵便室内の区分棚等の設備、郵便室と荷物室間の仕切壁を撤去して全室を荷物室に変更。
  - 上記に伴い、荷重は荷物10.00tに変更。
  - 車体色を赤13号と同じローズレッド[33]1色に変更。
- 1973年：9月1日時点での装備品は1001・1002とも台車はKS-31-L、主制御装置はHB、主電動機はHB車の主電動機を流用した4000形4001×3-4017×3の編成と同じMB-416AR、歯車比は59:24=2.46となっており、制動装置はAMM-Cであった[34]。
- 1973-76年：1973年7月には1002に、その後1975-76年の間に1001に[35]、車体の一般旅客車の青帯に相当する位置に白い帯が入った。
- 1974年：1001・1002に列車無線装置を搭載[36]。
- 時期不明：1001の前照灯を2400形以降の通勤車両に装備されていた2灯式（常用1灯、予備1灯）のものに交換。
- 1976年：1001の機器類を、1975年に廃車となった2100形からの流用品に交換する改造が実施された。主な改造内容は以下の通り[37][31]。
  - 台車をFS-14形台車に交換、これに併せて手ブレーキ装置を撤去、保安ブレーキ装置を新設。
  - 主制御器をABF単位スイッチ式自動加速制御器を流用した、自動加速のNABに変更。
- 1982年：4月時点での1001の装備品は、台車がFS-14、主制御装置がNAB、主電動機がMB-416ARで歯車比は59:24=2.46、制動装置がAMM-Rであった[38]。

この間の運行の変遷は以下の通り。
- 1970年：郵便物の輸送は9月30日をもって終了し[39]、翌1971年に廃止された[20]。
- 1972年：9月2日からは社内用品輸送も荷物電車で行うこととし、荷物列車、新聞列車と共に、運行時に車両正面に掲げられる運板が”配送”となった[27][40]。
- 1984年：3月20日限りで、最終的には12駅で扱われていた荷物・小手荷物輸送は廃止され、さらに同年3月31日限りで配送列車も廃止となり、社用品輸送はトラックに切り替えられた[41]。

### 廃車
使用頻度の減少に伴い1941年5月に廃車されたモニ1形モニ1・2の電装品や台車は、551形クハ564・565を251形モハ251・252に改造するために活用された。また、車体は経堂工場の敷地内に放置されていたが、1両分の車体は後述のデト1形となり、もう1両分の車体は後年相模大野に移設され、1980年代まで残っていた。
デニ1000形1002は1976年10月30日にデニ1100形1101とともに廃車された。一方、残った1001はその後も荷物電車として荷物列車・配送列車の廃止まで使用され、1984年7月15日にデニ1300形1301-1304とともに廃車となり、同年の踏切事故訓練に使用された後に解体された。

#### デト1形
1941年5月に廃車されたモニ1形1・2の車体のうち1両分の台枠および新宿側車端部の車体の一部と、手持ちの台車や電機品などを活用して、1953年に経堂工場でデト1形が製作され、当初機械扱いであったが翌1954年には入換用電動無蓋車として車籍を付与され、経堂工場の入換用として使用された。その後1962年の相模大野工場の竣工に伴い同工場に移動して使用され、2002年に廃車となった。

#### 振り子式試験車両
1960年の車体更新の際に余剰となった1両分の車体は、1961年に空気ばね式自然振り子車両のテストに使用された。これは、小田急の鉄道路線の要所に存在する曲線を、線路改良せずに速度向上を図るべく試験が行なわれたもので、台車は2400形HE車用のFS-30を連節台車に改造したFS-30Xを装備した。試験の結果、空気ばね式自然振り子車両には問題が多いと判断されたことから、この後に小田急で行なわれる車体傾斜車両の試験は、強制車体傾斜式により行なわれた。なお、試験後は車体のみが相模大野で倉庫として使用された。

## 車両一覧
- 小田原急行モニ1（→電装品のみモハ251形に流用）
- 小田原急行モニ2（→電装品のみモハ251形に流用）
- 小田原急行モニ3→小田原急行モユニ1→東急デユニ1001→小田急デユニ1001→小田急デニ1001
- 小田原急行モニ4→小田原急行モユニ2→東急デユニ1002→小田急デユニ1002→小田急デニ1002